# Arrigo Tamassia
Arrigo Tamassia (Poggio Rusco, 7 gennaio 1848 – Padova, 29 ottobre 1917) è stato un medico italiano.

## Biografia
Laureatosi in medicina all'Università degli Studi di Pavia nel 1873, diventò assistente di Cesare Lombroso. Completò la sua formazione scientifica frequentando gli istituti di medicina legale delle Università di Berlino, Parigi e Vienna.
Tornato in Italia, nel 1876 divenne professore di medicina legale all'Università di Pavia, succedendo a Cesare Lombroso.
Nel 1883, venne chiamato alla direzione della cattedra di medicina legale dell'Università degli Studi di Padova, incarico che mantenne fino alla morte. Dal 1889 al 1892 fu preside della Facoltà di medicina e nel 1909 fu nominato senatore del regno.
Il merito maggiore di Arrigo Tamassia è stato quello di imprimere un indirizzo scientifico e sperimentale alla medicina legale, tanto che Gabriel Tourdes nel suo classico Traité de médecine légale théorique et pratique  scrisse: "...le ricerche di Arrigo Tamassia gettano un vivo splendore sulla medicina legale italiana...".
I suoi contributi scientifici spaziano praticamente in tutti i campi della medicina legale, dalle asfissie, all'infanticidio, all'ematologia forense.
Particolarmente importanti sono stati i suoi contributi alla psicopatologia forense che influenzarono significativamente l'elaborazione del Codice Zanardelli.
Fu tra i fondatori della Rivista sperimentale di freniatria e medicina legale.

## Opere Principali
- La risponsabilità nelle malattie mentali, 1875
- In causa di abigeato simulazione di pazzia epilettica, 1878
- La fotografia del nostro manicomio, 1878
- Sull'inversione dell'istinto sessuale, 1878
- Le intemperanze del lavoro mentale nelle scuole, 1881
- Aspirazioni della medicina legale moderna, 1883
- La denunzia delle lesioni violente secondo la legge francese ed italiana, 1885
- Fabbrica di socialisti nel basso mantovano, 1901
- Sulla via della Siberia: il gran carcere centrale di Mosca, 1904

## Curiosità
Nel 1878, per rappresentare la condizione di omosessualità, Arrigo Tamassia coniò la definizione di sessualità invertita che poi si diffuse rapidamente in tutto il mondo.